# Saint-Laurent-Rochefort
Saint-Laurent-Rochefort è una frazione del comune di Solore-en-Forez, nel dipartimento della Loira della regione dell'Alvernia-Rodano-Alpi. In precedenza comune autonomo, il 1º gennaio 2025 è confluito insieme agli ex comuni di Débats-Rivière-d'Orpra e L'Hôpital-sous-Rochefort nel nuovo comune di Solore-en-Forez.

## Società

### Evoluzione demografica
Abitanti censiti